# Uta (genre)
Pour les articles homonymes, voir Uta.
Genre
Uta est un genre de sauriens de la famille des Phrynosomatidae.

## Répartition
Les espèces de ce genre se rencontrent au Mexique et dans l'ouest des États-Unis.

## Description
Ces lézards atteignent environ 15 cm, les mâles étant un peu plus grands. Les mâles présentent souvent des couleurs vives au niveau de la gorge.
Ils consomment divers arthropodes, et sont eux-mêmes la proie des oiseaux, des grands lézards et des serpents.
Ils sont prolifiques et se reproduisent d'avril à juin, les petits naissants dès fin mai, jusqu'en septembre.

## Liste des espèces
Selon The Reptile Database (11 août 2013) :
- Uta encantadae Grismer, 1994
- Uta lowei Grismer, 1994
- Uta nolascensis Van Denburgh & Slevin, 1921
- Uta palmeri Stejneger, 1890
- Uta squamata Dickerson, 1919
- Uta stansburiana Baird & Girard, 1852
- Uta tumidarostra Grismer, 1994

## Étymologie
Le nom générique Uta fait référence à l'État américain, l'Utah, où Uta stansburiana a été capturé pour étude la première fois, dans la vallée du Grand Lac Salé en Utah, en 1852.

## Publication originale
- Baird & Girard, 1852 : Characteristics of some new reptiles in the museum of the Smithsonian Institution. Proceedings of the Academy of Natural Sciences of Philadelphia, vol. 6, p. 68-70 (texte intégral).